# 韦尔费伊 (塔恩-加龙省)
韦尔费伊（法語：Verfeil，法語發音：[vɛʁfɛj]）是法国奧克西塔尼大區塔恩-加龙省的一个市镇，属于蒙托邦区。

## 地理
韦尔费伊（44°11'11"N, 1°52'35"E）面积18.46 平方千米，位于法国奧克西塔尼大區塔恩-加龙省，该省份为法国西南部内陆省份，北起顺时针与洛特省、阿韦龙省、塔恩省、上加龙省、热尔省和洛特-加龙省接壤。
与韦尔费伊接壤的市镇（或旧市镇、城区）包括：纳雅克、埃斯皮纳、费内罗勒、日纳勒、瓦朗。

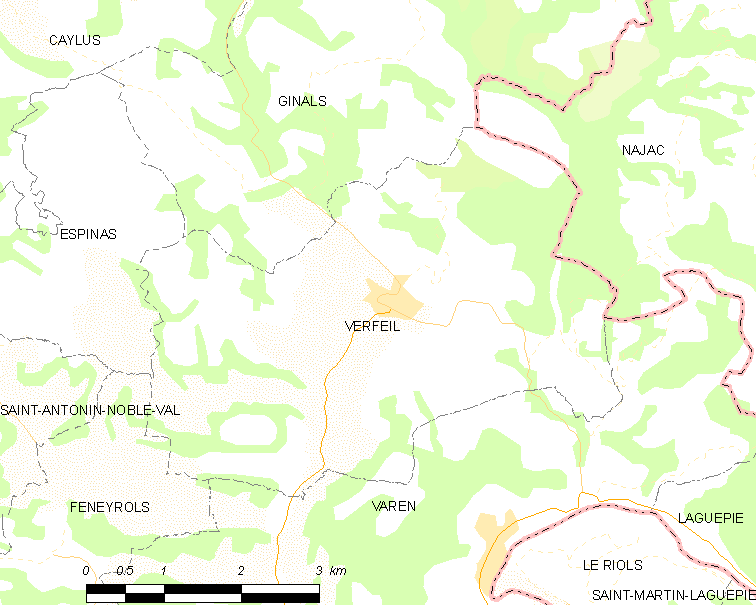
的OSM定位图

韦尔费伊的时区为UTC+01:00、UTC+02:00（夏令时）。

## 行政
韦尔费伊的邮政编码为82330，INSEE市镇编码为82191。

## 政治
韦尔费伊所属的省级选区为凯尔西-鲁埃格县。

## 人口

1962-2008年间人口变化图示

韦尔费伊于2022年1月1日时的人口数量为406人。